# Декларация за суверенитета на Естония
Декларацията за суверенитета на Естония (на естонски: suveräänsusdeklaratsioon), пълно название: Декларация на суверенитета на Естонската ССР (Deklaratsioon Eesti NSV suveräänsusest) е публикувана на 16 ноември 1988 г. по време на Пеещата революция в Естония. Декларацията постановява естонския суверенитет и върховенството на естонските закони над законите на Съветския съюз. Естонският парламент също така предявява права над природните ресурси на републиката: земя, вътрешни води, гори, минерални залежи и средствата за промишлено производство, земеделие, строителство, държавните банки, транспорт, общински услуги и т.н. в естонските граници.  16 ноември бива празнуван ежегодно като „Ден на декларацията за суверенитета“.
Естония получава независимост след Първата световна война и Естонската война за независимост (1918 – 1920). През 1940 г. вследствие на Пакта Молотов-Рибентроп и тайния му допълнителен протокол от август 1939 г. Естония е окупирана и анексирана от Съветския съюз.
Повечето западни страни отказват на признаят включването на Естония де юре в Съветския съюз и признават единствено правителството на Естонската ССР де факто или не признават дори него.  Такива страни признават естонски, латвийски и литовски дипломати и консули, които все още работят в името на предишните си правителства. Застаряващи дипломати просъществуват в аномалната ситуация до възстановяването на независимостта на Прибалтийските републики. 
През 1980-те са въведени новите политики на перестройка и гласност и политическите репресии в Съветския съюз биват спрени. В резултат на това по време на Августовския пуч в СССР декларацията от 20 август 1991 г. обявява възобновяването на независимата Естонска република.  На 6 септември 1991 г. СССР признава независимостта на Естония и страната е приета в ООН на 17 септември. 
След преговори в продължение на повече от три години, на 31 август 1994 г. частите на руската армия се оттеглят от Естония. Руската Федерация официално приключва военното си присъствие в Естония след като отстъпва контрола над ядрения реактор в Палдиски през септември 1995 г. Естония се присъединява към Европейския съюз през 2004 г. малко след като се присъединява към НАТО.